# Edvin
Edvin, také Edwin či lotyšsky Edvīns je mužské křestní jméno.

## Známí nositelé

### Edvin
- Edvin Wide, švédský atlet a běžec na lyžích
- Edvin Marton, maďarský houslista a skladatel
- Edvin Kanka Ćudić, bosenský aktivista za lidská práva
- Edvin Mattiasson, švédský zápasník
- Edvin Ryding, švédský herec

### Edwin
- Edwin Hubble, americký astronom
- Edwin van der Sar, nizozemský fotbalista
- Edwin Northumbrijský, panovník v Deiry a Bernicii
- Edwin Scharff, německý sochař
- Edwin Abbott Abbott, anglický teolog

### Edvīns
- Edvīns Bārda (1900-1947), lotyšský fotbalista a manažer
- Edvīns Bietags (1908-1983), lotyšský zápasník
- Edvīns Ķeņģis (narozený 1959), lotyšský šachový velmistr
- Edvīns Šnore (narozený 1974), lotyšský filmový režisér
- Edvīns Zāģeris (narozený 1943), lotyšský překážkář